# Tanytarsus pallidissimus
Tanytarsus pallidissimus är en tvåvingeart som beskrevs av Jean-Jacques Kieffer 1911. Tanytarsus pallidissimus ingår i släktet Tanytarsus och familjen fjädermyggor.
Artens utbredningsområde är Seychellerna. Inga underarter finns listade i Catalogue of Life.